# Государственная пенсия
Государственная пенсия (пенсия по государственному пенсионному обеспечению; англ. state pension) — ежемесячная или еженедельная государственная денежная выплата, которая предоставляется гражданам в связи с их выходом на пенсию. В Российской Федерации государственная пенсия назначается гражданам в связи с прекращением федеральной государственной гражданской службы и другим категориям граждан.

## Определение
По определению Министерства труда и пенсий Великобритании государственная пенсия — пенсия, которую гражданин получает от правительства при достижении пенсионного возраста. 
БРЭ даёт следующее определение пенсии — это гарантированная ежемесячная денежная выплата для обеспечения граждан по достижении ими пенсионного возраста, в случае потери трудоспособности, потери кормильца или в связи с длительной профессиональной деятельностью.